# Последнее пристанище (фильм, 1947)
«Последнее пристанище» (фр. Dernier refuge) — французский кинофильм 1947 года, снятый по роману Жоржа Сименона «Постоялец» (фр. Le Locataire, 1933).

## Сюжет
Филипп и Сильви решают порвать с Альваресом, опасным главарём банды, и совершают ограбление и убийство, после чего Сильви предлагает спрятаться в её доме. Её младшая сестра Антуанетта обольщает Филиппа, вызывая ревность Сильвии, которая информирует Альвареса. Наконец, в дело вмешивается полиция, и Филипп погибает при столкновении с полицейскими.

## В ролях
- Раймон Руло — Филипп
- Жизель Паскаль — Антуанетта
- Милаа Парели — Сильвия
- Marcelle Monthil — Госпожа барон, мать
- Фелисьян Трамэль — Господин барон, отец
- Рождество Roquevert — Господин Бошамп
- Жан Макс — Альварес, главарь банды
- Мишель Ардан — Альберт
- Марсель Карпантье — Lherbier
- Марсель Перэ — Луи
- Гастон Модо — Марсель
- Эдмонд Ардиссон — Мальчонка
- Ив Бренвиль — капитан
- Edy Debray — служащий
- Рене Стерн — фотограф
- Рожер Винсент — игрок
- Луи де Фюнес — работник вагона-ресторана